# Cheyenne et Lola
Cheyenne et Lola est une série française produite par Lincoln TV en coproduction avec Orange Studio et Scope Pictures pour OCS. À la suite de la lecture du Quai de Ouistreham, récit autobiographique de la journaliste Florence Aubenas paru en 2010, Virginie Brac a eu l'idée de cette série,.

## Synopsis
Cheyenne et Lola c’est l’alliance improbable de deux jeunes femmes fauchées et un peu déjantées qui officient sur les ferrys qui font la liaison entre la France et l’Angleterre. Alors que tout les oppose, elles se liguent contre caïds, flics, patrons, ex-mari et amants à qui elles offrent une façade lisse et docile tandis qu’elles trichent, grugent, et tuent s’il le faut. Avec leur ambition de faire fortune ou de faire justice si nécessaire, elles deviennent le « parrain » que tout le monde redoute sans jamais l’avoir rencontré. Robin des Bois d’un nouveau genre, ces passeuses de migrants au grand cœur sont prêtes à tout pour une meilleure place au soleil.
(Source:SensCritique)

## Distribution

### Acteurs principaux
- Veerle Baetens : Cheyenne
- Charlotte Le Bon[3] : Lola
- Patrick d'Assumçao : Yannick
- Alban Lenoir : Mickaël

### Acteurs récurrents
- Sophie-Marie Larrouy : Mégane
- Lubna Azabal : Maître Rachida
- Natalia Dontcheva : Babette
- Xavier Mathieu : Clotaire
- Manda Touré : Espérance
- Charlotte Bartocci : Nadège
- Pierre Lottin : Kévin
- Lilas-Rose Gilberti : Cassandra
- Philippe Résimont : Commandant Mondeville
- Stephen Di Tordo : Dany Chapelle
- Brigitte Aubry : Audrey
- Lucie Debay : Carine Chappelle
- Pascale Oudot
- Jérôme Le Banner
- Cyrielle Martinez : Serveuse
- Ludovic Lavaissière : Policier
- Ingrid Lefevre : Femme de ménage

## Saisons

### Saison 1 (2020)
1. Le Big Bang (53 minutes)
2. L'échelle de Jacob (64 minutes)
3. Les chacals (54 minutes)
4. Eldorado (53 minutes)
5. A la vie à la mort (57 minutes)
6. Dancing Queen (59 minutes)
7. Romance (56 minutes)
8. Plus dure sera la chute (55 minutes)